# Sylvia Flores

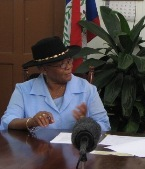
Sylvia Flores

Sylvia Sarita Flores (* 1950 oder 1951 in Dangriga, Stann Creek District, British Honduras; † 6. Dezember 2022 in Dangrida) war eine Politikerin der Vereinigten Volkspartei PUP (People’s United Party) aus Belize, die unter anderem zwischen 1998 und 2001 als erste Frau Sprecherin des Repräsentantenhauses (House of Representatives) sowie von 2001 bis 2003 Präsidentin des Senats (Senate) war.

## Leben
Sylvia Sarita Flores, Tochter von Evelyn Avila und Santos Flores, wuchs bei ihrem Stiefvater Bernard Rhys auf und war nach einem Studium als Spanischlehrerin an der High School in Dagriga tätig. Sie absolvierte ein Studium der Fächer Wirtschafts- und Politikwissenschaften am Hunter College in New York City, welches sie mit einem Bachelor of Arts (B.A. Economics and Political Science) beendete. Nach ihrer Rückkehr nach Belize, das als bisherige Kronkolonie British Honduras am 21. September 1981 vom Vereinigten Königreich unabhängig wurde, wurde sie 1983 zur Friedensrichterin (Justice of the Peace) ernannt. 1988 wurde sie als erste Frau Bürgermeisterin ihrer Geburtsstadt Dangriga und bekleidete dieses Amt für zwei Amtszeiten bis 1998.
Nach der Wahl am 27. August 1998, bei der die Vereinigte Volkspartei PUP (People’s United Party) mit 50.330 Stimmen (59,7 Prozent) 26 der 29 Sitze erhielt, wurde Sylvia Flores am 12. September 1998 als erste Frau Sprecherin des Repräsentantenhauses (House of Representatives) und bekleidete dieses Amt als Nachfolgerin von Bernard Q. Pitts bis zum 1. Juli 2001, woraufhin Elizabeth Zabaneh ihre Nachfolge antrat. Sie selbst wurde am 14. August 2001 Nachfolgerin von Elizabeth Zabaneh als Präsidentin des Senats (Senate) und übte dieses Amt bis zum 4. Februar 2003 aus, ehe Philip Zuniga am 4. April 2003 neuer Senatspräsident wurde.
Bei den Parlamentswahlen am 5. März 2003 gewann die People’s United Party von Premierminister Said Musa mit 53.514 Stimmen (53,5 Prozent) 22 der 29 Sitze im Repräsentantenhaus, während die Vereinigte Demokratische Partei UDP (United Democratic Party) mit 44.996 Stimmen (45,2 Prozent) aufgrund des Wahlsystems sieben Sitze erhielt. Am 7. März 2003 wurde das neue Kabinett von Premierminister Musa vereidigt, dem unter anderem Godfrey Smith als Außenminister, Ralph Fonseca als Finanz- und Innenminister sowie Sylvia Flores als Ministerin für Verteidigung und Nationales Notfallmanagement (Minister of Defence and National Emergency Management) angehörten. Als Verteidigungsministerin sicherte sie zusätzliche Mittel und Unterstützung für die Belize Defence Force (BDF) und arbeitete mit der Botschaft der USA zusammen, um die nationale Sicherheit und die Bekämpfung von Drogen zu stärken. Im Zuge einer Kabinettsumbildung wurde sie am 14. Juli 2005 Ministerin für menschliche Entwicklung und Frauen (Minister of Human Development and Women), während Vildo Marin neuer Verteidigungsminister wurde. Als Ministerin mit Hauptverantwortung für Frauenrechte leistete sie Beiträge in den Bereichen Frauenförderung und Geschlechtergleichstellung und war maßgeblich an der Überarbeitung des Gesetzes über häusliche Gewalt beteiligt, das härtere Strafen für Täter von Gewalt gegen Frauen und Mädchen vorsieht.
Nach ihrem Ausscheiden aus der Regierung nach der Niederlage der PUP bei den Wahlen vom 7. Februar 2008, bei der die PUP 50.744 Stimmen (42,2 Prozent) und nur noch sechs der 31 Sitze im Repräsentantenhaus erhielt, zog sich Sylvia Flores aus dem politischen Leben zurück, arbeitete bis zu ihrer Pensionierung 2013 als Spanischlehrerin an der Stann Creek Ecumenical High School und unterrichtete daneben Wirtschaftslehre am dortigen Junior College. Außerdem unterrichtete sie ehrenamtlich von 2008 bis 2013 auch Spanisch und Wirtschaftslehre an der Delille Academy, die zu der Zeit die Lehrergehälter nicht aufbringen konnte. Neben dem Unterrichten sammelte sie auch Spenden, um Mädchen den Besuch des Unterrichts zu ermöglichen und die Kosten für Bücher zu decken. 2013 wurde sie von der US-Botschaft in Belize zur „Frau des Jahres“ gekürt.